# Nowe Miasto (Białystok)
Nowe Miasto – część miasta i osiedle Białegostoku, położone w południowej części miasta, u źródeł Bażantarki. Osiedle składa się głównie z dużych kompleksów bloków mieszkalnych. Główne ulice: Paderewskiego, Dubois, Składowa, Żeromskiego, Sławińskiego, Świętego Jerzego, Transportowa oraz częściowo Pułaskiego i Kawaleryjska. W skład osiedla Nowe Miasto wchodzą dawne osiedla Bażantarnia i Ścianka, które nie są odrębnymi jednostkami administracyjnymi miasta.

## Historia
Historycznie nazwa „Nowe Miasto” odnosiła się do terenów na wschód od rynku, za rzeką Białą (obecne ul. Warszawska, częściowo Jurowiecka, Sienkiewicza, Elektryczna i Kościelna). Teren współczesnego „Nowego Miasta” zagospodarowano pod koniec lat 80. i na początku lat 90. XX w. Po roku 2000 osiedle podzielono na Nowe Miasto I (zachodnie, od Paderewskiego do Składowej/Żeromskiego/Sławińskiego) i Nowe Miasto II (wschodnie, od Żeromskiego/Sławińskiego do Wiejskiej/Kawaleryjskiej). W roku 2005/06 zmieniono nazwę osiedla z Nowe Miasto II na Kawaleryjskie. Granice osiedla zostały zmienione w 2013 roku, został dodany fragment dotychczasowych Dojlid.

## Położenie dzielnicy
Dzielnica Nowe Miasto jest położona w południowo-zachodniej części Białegostoku, na terenie:
- dawnej wsi Starosielce (zał. w I połowie XVI wieku) – m.in. ulice: Składowa, Transportowa, Starosielce, Ścianka, Paderewskiego, św. Jerzego, przedłużenie Pułaskiego
- dawnej wsi Słoboda (zał. w II połowie XVII wieku) – m.in. ulice: Wiejska, Pogodna i Dzielna (granica z wsią Starosielce), przedłużenie Zachodniej
- dawnej wsi Horodniany (zał. na przełomie XIV i XV wieku) – m.in. ulice: Sławińskiego, Wiadukt, Zapiecek, Pszczela, Kominek, przedłużenie Wspólnej, Dubois (granica z wsią Starosielce), Południowa (granica z majątkiem państwowym Słoboda)
- majątku państwowego Słoboda (wcześniej dobra Białystok) (zał. 1802 na gruntach wsi Słoboda – do państwa pruskiego, od 1807 do państwa rosyjskiego) – m.in. ulice: Żeromskiego, Zachodnia, Kręta, Pułaskiego, Kredytowa, Ułańska, Harcerska, Słoneczna, Wiosenna, Wspólna

## Kalendarium historii dzielnicy

Nowe Miasto w latach 2006–2013

- 1919 – przyłączenie do Białegostoku m.in. wsi Starosielce i Słoboda[3]
- 1924 – powstały pierwsze kooperatywy mieszkaniowe założone przez urzędników miejskich mające w planie zagospodarowanie gruntów Słobody i Bażantarni[4].
- 1924–1939 – w koszarach stacjonuje 10. pułk ułanów (1919-1922 – szwadron zapasowy)[5]
- 1925 – majątek państwowy „Słoboda” został rozparcelowany na działki budowlane
- między 1925 a 1930 – powstanie siatki ulic (m.in. Kręta, Zachodnia, Żeromskiego, Pułaskiego, Południowa, Harcerska, Kawaleryjska, Dzielna)
- 1938- rozpoczęto budowę bloku koszarowego dla dwóch szwadronów, jednak inwestycji nie udało się zakończyć przed wybuchem wojny. Ukończony po wojnie obiekt stanowi obecnie ostatni przedwojenny budynek koszarowy na terenie Polski[5].
- 1948 – początek działalności Szkoły Podstawowej Nr 14. Mieści się w skromnym drewnianym budynku przy ul. Kazimierza Pułaskiego[6].
- 1954–1957 – budowa nowego budynku SP nr 14[6]
- 1964 – plan ogólny zagospodarowania przestrzennego zakładający budowę dzielnicy z zabudową wielorodzinną Nowe Miasto (nowelizacja w 1974 i 1986)[7]
- między 1964 a 1969 – do os. Nowe Miasto dociera linia MPK nr 10 (przedłużona do Zachodniej)
- 1966–1968 – budowa ulicy Składowej i połączenie jej z ulicą Żeromskiego
- przełom lat 60. i 70. – powstaje dzielnica przemysłowa (ulice Octowa, Hurtowa, Handlowa, Sejneńska, Magazynowa)
- między 1972 a 1974 – przedłużenie ulicy Pogodnej do Składowej/Żeromskiego
- 1973 – uchwalenie planu szczegółowego zagospodarowania przestrzennego okolic ulic Gołębiej, Krętej, Zielnej i Pułaskiego, a także zaplecza ul. Nowej (prawa strona) – powstaje zabudowa jednorodzinna[8][9]
- 1 września 1974 – powołano Zasadniczą Szkołę Zawodową dla Pracujących Przedsiębiorstwa Instalacji Przemysłowych „Instal w Białymstoku” przy ul. Transportowej 4 (od 1993 – jako Zespół Szkół Zawodowych Nr 6 w Białymstoku, 2017 – likwidacja)[10]
- 1975- przy kościele św. Stanisława (1895) została utworzona nowa parafia (w 1990 roku świątynia została wydzielona z terenu koszar i przeszła na własność parafii)[11]
- 1978 – uchwalenie planu szczegółowego zagospodarowania przestrzennego osiedla Nowe Miasto część południowa (nowelizacja planu z 1964 roku) – powstaje zabudowa jednorodzinna[12]
- 1980 – podział na działki budowlane obszaru przy ul. Kawaleryjskiej, Zapiecek, Nowej, Pszczelej, Kominek i Horodniany – powstaje zabudowa jednorodzinna[13]
- 1982 – plan szczegółowy zagospodarowania przestrzennego obszaru Nowe Miasto – Ścianka (potem Nowe Miasto I) – plan budowy osiedla bloków mieszkalnych[14]
- 1985 – plan szczegółowy zagospodarowania przestrzennego obszaru Nowe Miasto II – plan budowy osiedla bloków mieszkalnych[15]
- 1986 – poszerzenie ulicy Żeromskiego do dwóch jezdni[16]
- 1987–1999 – I etap budowy osiedla bloków Nowe Miasto I (Dubois, Pułaskiego, Rzymowskiego, Paderewskiego)[17]
- początek lat 90. – pętla autobusowa na ul. Paderewskiego
- 1990–1996 budowa kościoła NMP Matki Kościoła (1988 – erygowanie parafii)[18]
- 1990–2000 – budowa osiedla bloków Nowe Miasto II (Kręta, Wiejska, Pogodna, Zachodnia)[19]
- 15 maja 1991 – rozpoczęło działalność Przedszkole Samorządowe Nr 32 z Oddziałami Integracyjnymi „Bajkowe Miasteczko”[20]
- 1998–2003 – budowa Domu Studenta nr 1 przy ul. Żeromskiego
- 2000–2010 – budowa cerkwi pw. św. Jerzego (2000-2010 – dolna cerkiew, 2010-2017 – górna cerkiew, 1996 – erygowana została parafia św. Jerzego, pierwszą świątynią parafialną była drewniana cerkiew, przeniesiona z Czyż)[21]
- 2001–2015 budowa kościoła pw. św. Karola Boromeusza (parafia została erygowana 14 grudnia 1997)[22]
- 28 maja 2001 – założenie Szkoły Podstawowej nr 50[23]
- 2002–2008 budowa siedziby JRG 4 w nowej siedzibie przy ul. Transportowej[24]
- 2002 – Filia nr 5 Książnicy Podlaskiej uzyskuje nowe pomieszczenia w Szkole Podstawowej nr 50 na Os. Nowe Miasto[25]
- 2005–2009 – II etap budowy osiedla bloków Nowe Miasto I (Ekologiczna, Przyrodnicza, Transportowa)[17]
- 2012 – pętla autobusowa na ul. Transportowej[26]
- 2012–2021 – zabudowanie okolic skrzyżowania Składowa-Żeromskiego-Pogodna-Transportowa
- 2012–2013- przedłużenie ul. Transportowej do ul. Paderewskiego oraz przedłużenie ul. Paderewskiego do ul. Transportowej
- 1 września 2014 – Zespół Szkół Katolickich zajmuje część budynku przy ul. Transportowej 4 (od 1 września 2017 – cały budynek)[27]
- 2016–2019 – budowa Trasy Niepodległości

## Obiekty i tereny zielone
- Pomnik 10 Pułku Ułanów Litewskich

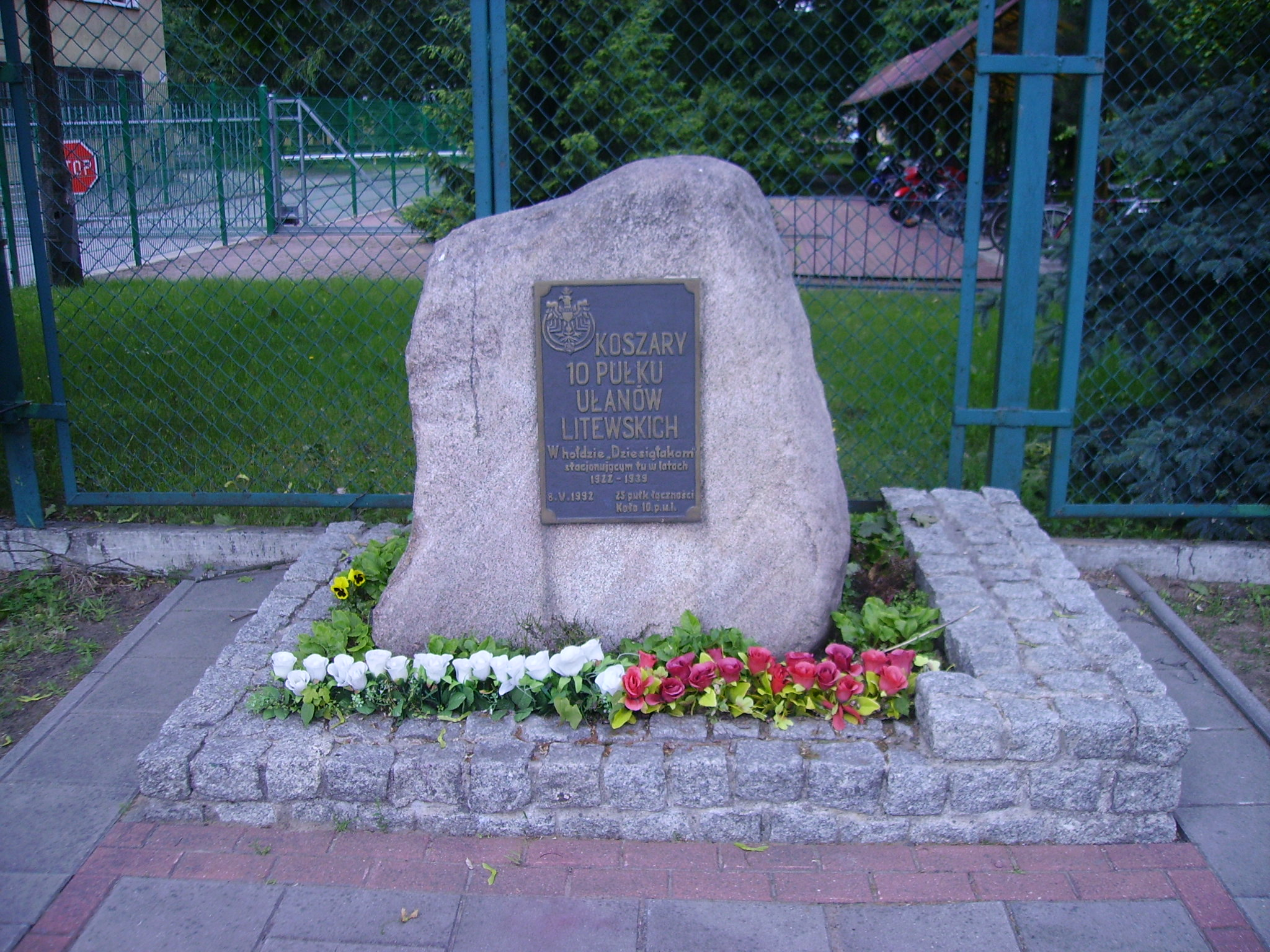
Pomnik 10 Pułku Ułanów Litewskich

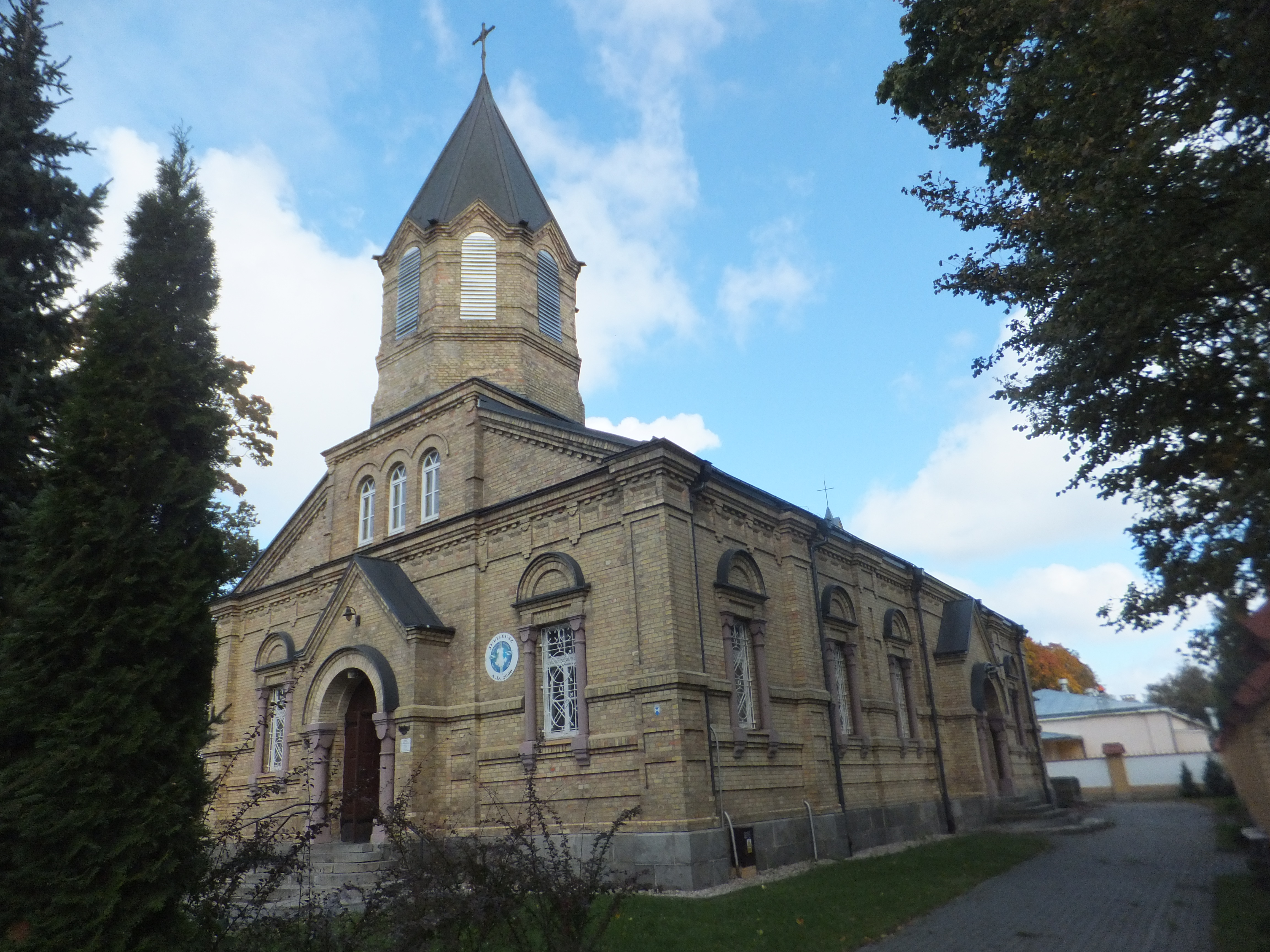
Kościół św. Stanisława Biskupa Męczennika

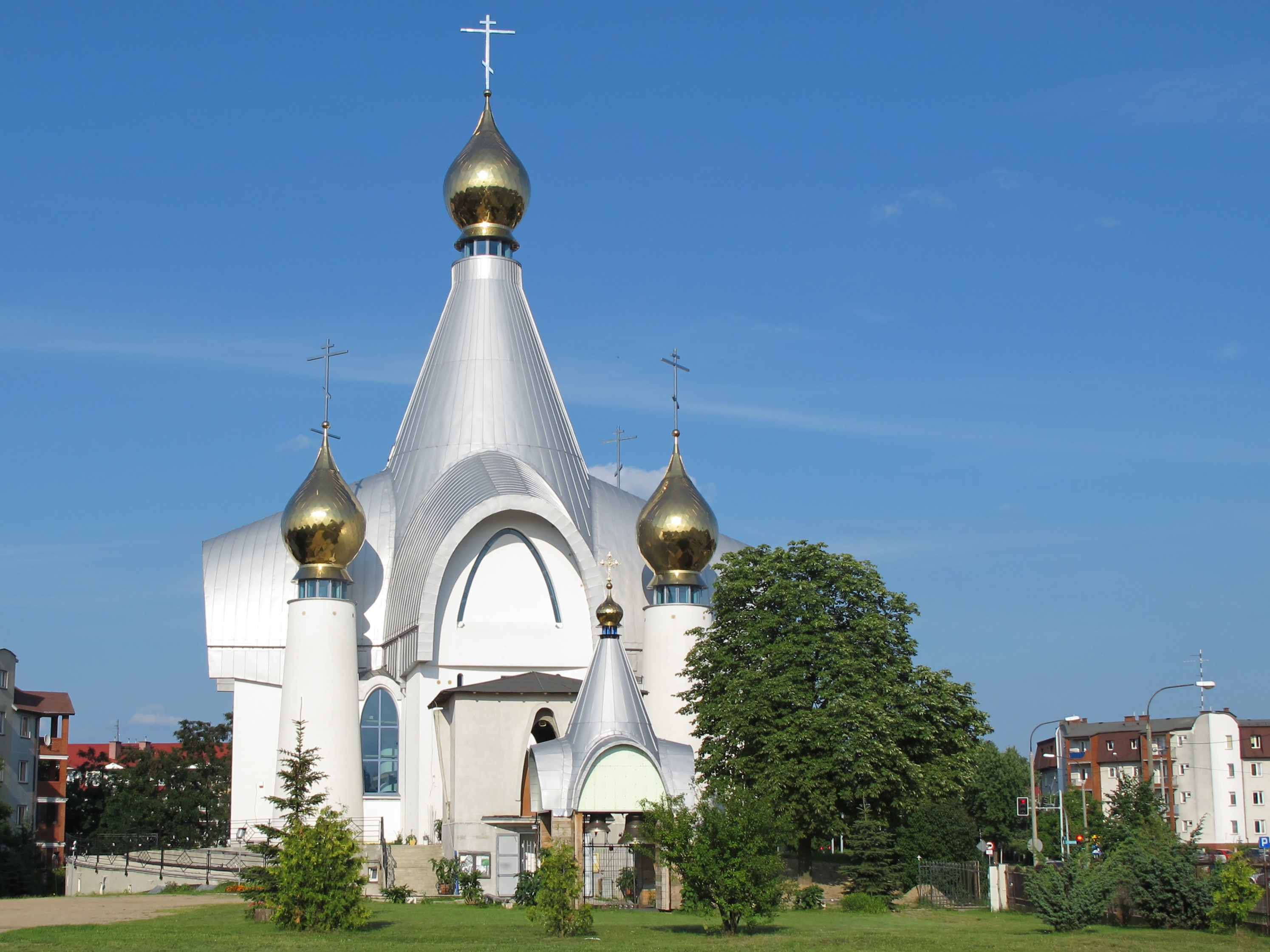
Cerkiew św. Jerzego

- Szkoła Podstawowa z oddziałami integracyjnymi im. Kazimierza Pułaskiego nr 14
- Szkoła Podstawowa nr 50 im. św. Jadwigi
- Urząd Pocztowy Białystok 26
- Urząd Pocztowy Białystok 28
- Biblioteka miejska filia nr 5 Książnicy Podlaskiej (w budynku SP nr 50) – ul. Pułaskiego 96
- Kościół rzymskokatolicki pod wezwaniem św. Karola Boromeusza
- Kościół rzymskokatolicki pod wezwaniem św. Stanisława Biskupa i Męczennika (zabytkowy)
- Kościół rzymskokatolicki pod wezwaniem św. Jerzego (parafia wojskowa św. Jerzego)
- Cerkiew prawosławna pod wezwaniem św. Jerzego – ul. Kazimierza Pułaskiego 36 (parafii prawosławnej św. Jerzego)
- Galeria Stokrotka
- Hala sportowa (w budynku SP nr 50) na której rozgrywane są mecze siatkówki żeńskiej AZSu Białystok
- Zespół Szkół Zawodowych Nr 6
- Podlaskie Centrum Medyczne
- Jednostka Ratowniczo-Gaśnicza nr 4 Komendy Miejskiej Państwowej Straży Pożarnej[28]
- Koszary 18 Białostockiej Brygady Obrony Terytorialnej
- Dom Studenta nr 1
- Sala Królestwa Świadków Jehowy – ul. Ekologiczna 9[29]

Na ul. Transportowej znajduje się pętla autobusów linii nr 2, 16, 27, a na ul. Wiadukt przystanek linii 3, 10, 22 i 104. Dostęp do transportu kolejowego zapewniają dwa przystanki osobowe: Białystok Nowe Miasto i Białystok Stadion.
Z osiedlem sąsiaduje lotnisko Krywlany oraz wieś Kleosin. W pobliżu Nowego Miasta znajduje się Stadion Miejski. Do osiedla przylega Las Turczyński, w którym znajduje się dawna strzelnica wojskowa. Jest to popularne miejsce rekreacji i wypoczynku mieszkańców.

## Botaniczny Park Kieszonkowy na Nowym Mieście
W 2020 r. wyborach do Budżetu Obywatelskiego 2021 zwyciężył projekt osiedlowy O59 zakładający utworzenie na działce gminnej położonej na stoku za kościołem św. Karola Boromeusza i Szkołą Podstawową nr 50 w stronę pętli autobusowej przy ul. Transportowej Botanicznego Parku Kieszonkowego nawiązującego do historii dawnego Miasta Ogrodu oraz świętych patronów osiedla. Na projekt głosowało 1074 mieszkańców. Oficjalne otwarcie Botanicznego Parku Kieszonkowego na Nowym Mieście odbyło się 2 sierpnia 2022 r. o godz. 11:00. Wydarzeniu przewodniczył prezydent miasta Białegostoku Tadeusz Truskolaski. Odbył się wówczas pierwszy tematyczny z oprowadzaniem spacer po Botanicznym Parku Kieszonkowym dzieci z Przedszkola Samorządowego nr 32 w Białymstoku. Relacje z otwarcia ze zdjęciami przygotowało wiele lokalnych mediów, portale społecznościowe, Polskie Radio Białystok nagrało krótką audycję, a Miasto Białystok transmisję w formie wideorelacji.
Jest to park miejski w Białymstoku na osiedlu Nowe Miasto znajdujący się w obrębie ulic Transportowej i alei Ignacego Jana Paderewskiego w pobliżu pętli autobusów miejskich. Trzeci w Białymstoku park kieszonkowy, pierwszy w mieście park kieszonkowy sfinansowany z Budżetu Obywatelskiego i pierwszy park na Nowym Mieście. Zajmuje powierzchnię 3851 m². Wizytówka Białegostoku i osiedla Nowe Miasto. Wyróżniają go następujące elementy: naturalna motylarnia, tabliczki z nazwami botanicznymi roślin w języku polskim i łacińskim, żywa architektura oraz ścieżka dendrologiczna. Miejsce odpoczynku i obserwacji przyrody. Park położony jest na malowniczym stoku z widokiem w kierunku południowym i południowo-zachodnim na Las Turczyński. Historycznie przed 1919 r. obszar Nowego Miasta, na którym położony jest Park stanowił grunty dawnej wsi Starosielce.

### Główne elementy Parku
Przez park prowadzi główna aleja opadająca ze wzniesienia ku al. I. J. Paderewskiego. Wzdłuż głównego ciągu komunikacyjnego zgrupowane są nasadzenia bylinowe i ziołowe składające się na motylarnię oraz przestrzenie rekreacji i wypoczynku. Przez tereny południowo-wschodniej części przebiegają alejki boczne przy których zlokalizowana jest strefa łąk kwietnych. Przy rabatach i na łąkach kwietnych umieszczone zostały budki i hotele dla owadów, tabliczki informacyjne z nazwami polskimi i łacińskimi roślin i tablice edukacyjne poświęcone roślinom łąk kwietnych oraz motylom dziennym i nocnym. Drzewa skomponowane zostały w formie ścieżki dendrologicznej oraz alei platanowej. W ramach projektu powstały elementy małej architektury, tj. żywa altana i płotki z różnych gatunków wierzby, a także oświetlenie terenu w formie opraw ze światłem emitowanym ku dołowi oraz instalacja nawadniająca rabaty i nasadzenia drzew. W pobliżu motylarni zlokalizowano piaszczysty plac zabaw wyposażony w drewniane zabawki dla najmłodszych dzieci. Od strony ul. Transportowej i zatoki autobusowej zasadzono liściasty żywopłot różany. Przy wejściu do parku od strony ul. Transportowej oraz Trasy Niepodległości znajdują się stojaki rowerowe. Ciągi piesze wykonane zostały z nawierzchni przepuszczalnej z zapewnieniem dostępności terenu osobom z ograniczeniami ruchu. Na terenie Parku rozlokowane są ławki oraz w altanie stolik piknikowy.

### Symbolika założenia
Założenie parkowe nawiązuje do historii osiedla Nowe Miasto, związanej z kolonią urzędniczą w formie miasta ogrodu. Nazwa parku podkreśla jego charakter skoncentrowany na różnych gatunkach roślin z oznaczeniami botanicznymi, edukacyjną rolę oraz rozmiar. Ponadto elementy parkowe nawiązują do świętych patronów Nowego Miasta: rabaty ziołowe do św. Kingi, rabata różana do św. Jadwigi Królowej, rabata roślin iglastych do św. Jerzego, a forma kopuły wykorzystana w altanie do św. Karola Boromeusza i kopuły pobliskiego kościoła pw. Św. Karola Boromeusza widocznego z Parku. Kształt altany nawiązuje do głównej kopuły kościoła i form architektonicznych wykorzystanych w pobliskiej szkole.

## Opis granic osiedla
Od granicy administracyjnej miasta wzdłuż torów kolejowych (na Warszawę), przez tunel do Składowej, Składową, Żeromskiego, Sławińskiego, Kawaleryjską, Feliksa Filipowicza (droga biegnąca w kierunku Juchnowca Kościelnego) do granic administracyjnych miasta, wzdłuż granic administracyjnych miasta do torów kolejowych biegnących w kierunku Warszawy.

## Ulice i place znajdujące się w granicach osiedla
Aleja Ignacego Jana Paderewskiego, Cementowa, Dubois Stanisława, Ekologiczna, Feliksa Filipowicza- parzyste, Handlowa, Hurtowa, Kawaleryjska-parzyste od 70 do końca, Krucza-nieparzyste 5/1-7, parzyste od 6 do końca, Łodzińskiego Piotra, Magazynowa, Oboźna, Octowa, Pułaskiego Kazimierza-nieparzyste od 47 do końca, parzyste 34-156, Świętego Jerzego, Sejneńska, Składowa-parzyste, Sławińskiego Witolda-parzyste, Starosielce, Ścianka, św. Kingi, Transportowa, Wapienna, Wiadukt-parzyste, Zachodnia-nieparzyste budynek 9/1, parzyste 2/5 do końca, Zakątek, Żeromskiego Stefana- parzyste.

## Nowomiejski chaczkar
Pomnik ormiański – chaczkar przy cerkwi pw. Świętego Jerzego Zwycięzcy przy ul. Kazimierza Pułaskiego. Ufundowany przez nowomiejską wspólnotę Ormian w Polsce. Uroczyste odsłonięcie pomnika odbyło się 6 maja 2021 r. – w dzień św. Jerzego według kalendarza juliańskiego. Ma kształt formy obeliskowej będącej jednocześnie pomnikiem i kapliczką. Skierowany jest ku zachodowi. Ozdobiony jest bogatą ornamentyką z krzyżem ormiańskim oraz dwiema tablicami pamiątkowym. Wschodnia fasada obelisku jest gładka, podczas gdy na zachodniej dominuje motyw ormiańskiego „kwitnącego krzyża”. Na wszystkich rozszerzających się wierzchołkach krzyża wykute są ornamenty roślinne, przechodzące u podstawy krzyża w liście winogronowe oraz winogrona. U podstaw Drzewa Krzyża umieszczona jest rozeta. Wykonany jest z czerwonego tufu wulkanicznego.